# Филета
Филета, Филемон, Филе — фракийский династ или царь во второй половине IV века до н. э.
О фракийском правителе Филете известно из найденного, в основном на территории Хасковской области в Болгарии, нумизматического материала с инициалами ΦΙ, ΦΙΛ, ΦΙΛΗ. Как отметил К. А. Анисимов, после покорения в конце 40-х годов IV века до н. э. македонским царём Филиппом II Юго-Восточной Фракии одрисский царский род не был уничтожен, а некоторые местные властители сохраняли существенные полномочия, включая право на самостоятельный выпуск монет. По замечанию исследователя, как и в случае с Деметрием, имеющиеся символы в виде кипсел — конических измерительных двуручных сосудов свидетельствуют о связях с городом Кипселой, располагавшейся в низовьях реки Гебр, а также о родстве Филеты с Котисом I и Керсоблептом. При этом наречение Филеты явно обусловлено имевшимися родственными отношениями с македонской аристократией. Вероятно, Севт III, который сумел восстановить независимость Одрисского царства после восстания 331 года до н. э., пришёл к власти после Филеты и Деметрия.